# Sky plc
Sky plc je britská společnost nabízející satelitní vysílání, připojení k internetu a telefonii ve Spojeném království a v Irsku. Společnost vznikla v roce 1990 sloučením firem Sky Television a British Satellite Broadcasting. BSkyB je největším poskytovatelem placené televize ve Spojeném království a v Irsku s více než 10 miliony předplatitelů.
BSkyB je zalistována[a česky?] na London Stock Exchange a patří do indexu FTSE 100. K 20. červenci 2012 dosahovala BSkyB tržní kapitalizace na London Stock Exchange zhruba 11.47 miliard £ 21st Century Fox Ruperta Murdocha vlastní ve firmě 39.14 procent akcií.

## Historie
British Sky Broadcasting vznikla 2. listopadu 1990 spojením společností Sky Television a British Satellite Broadcasting. Obě firmy se tehdy potýkaly se ztrátou a bojovaly o diváky. Po schválení transakce byl jmenován Sam Chisholm jako CEO. Společnost v té době prodělávala 10 milionů liber týdně. Bylo propuštěno až 1000 zaměstnanců, v dubnu bylo tehdejších 9 kanálů zredukovaných na 5. Kanál EuroSport byl zrušen a nahrazen kanálem Sky Sports. Byly přehodnoceny smlouvy s hollywoodskými studii a satelit British Satellite Broadcasting byl odprodán norské společnosti Telenor.
Novému vedení společnosti se podařilo do září 1991 snížit ztráty na 1,5 milionu liber týdně a přilákat za první polovinu roku 1991 300 000 nových zákazníků. Již v březnu následujícího roku společnost vydělávala – až 100 000 liber týdně. Tížil ji ovšem dluh 1,28 miliard liber.

### Průlom a práva na fotbal
Na podzim roku 1991 se začalo rozhodovat o přidělení práv na vysílání Premier League. Jejich tehdejší majitel, ITV, bojovala o jejich udržení (dokonce byla ochotna zdvojnásobit svou nabídku), ovšem práva nezískala. Získala je právě BSkyB společně s BBC. BBC vysílala pouze to nejlepší, zatím co diváci kanálu Sky Sports měli možnost sledovat veškeré zápasy živě. BSkyB měla od té doby na práva monopol a to až do sezony 2007–08. V květnu 2006 se totiž podařilo získat irskému kanálu Setanta Sports dvě šestiny práv pro sebe.

### Sky Multichannels
Nová služba Sky Multichannels založená na myšlence tehdejšího CEO Sama Chisholma a Ruperta Murdocha byla spuštěna 1. září 1993. Účelem bylo překlopení celé nabídky na zpoplatněnou. Služba obsahovala 4 původně volně vysílané kanály, několik nových kanálů a vlastní kanály BSkyB. Služba fungovala až do ukončení distribuce analogového vysílání. Díky jejímu spuštění měla BSkyB na konci června 1994 až 3 500 000 zákazníků. Ovšem ani této službě se nevyhla kritika – většina kanálů bylo kritizovaných za pouhé opakování již odvysílaných pořadů.
V říjnu 1994 bylo rozhodnuto o zalistování na britskou a americkou burzu. Výdělek 900 000 000 liber dovolil snížit firmě její zadlužení o 50 %. Chisholm se stal jedním z nejlépe placených manažerů v mediální branži.
V roce 1995;
- BSkyB otevřela druhé zákaznické centrum ve Skotsku[24]
- se BSkyB dostala do indexu FTSE 100.
- Zvýšila zisk na 155 000 000 liber.

Sam Chisholm v roce 1997 opouští po hádce s Rupertem Murdochem BSkyB.